# Walkíria Afonso Costa
Walkíria Afonso Costa (Uberaba, 2 de agosto de 1947 - ?? de 1974), conhecida como Walk ou Wal, foi uma estudante universitária, professora e militante do Partido Comunista do Brasil (PCdoB), durante o período da ditadura militar brasileira. Desapareceu em dezembro de 1973, durante uma ação militar na guerrilha do Araguaia, na região de Xambioá, em Tocantins. Não se sabe ao certo a data de desaparecimento e morte. Foi assassinada por militares durante uma operação. Seus restos mortais nunca foram encontrados. Seu caso foi investigado pela Comissão da Verdade, órgão que apura mortos e desaparecidos políticos durante a ditadura militar no Brasil.

## Biografia
Walkíria Afonso Costa nasceu no dia 2 de agosto de 1947 em Uberaba, Minas Gerais. Era filha de Odete Afonso Costa e Edwin Costa, que trabalhava no Banco do Comércio e Indústria de Minas Gerais (atual Banco Nacional), em Pirapora. Era irmã de Valéria Costa Couto e tia de Alisson. Era considerada uma menina meiga e inteligente.
Concluiu o curso primário na Escola Normal de Patos de Minas, e os dois primeiros anos do ginásio no Ginásio Rio Branco, na cidade de Bom Jesus do Itapapoama, no Rio de Janeiro. De volta à Minas Gerais, devido à transferência da família para a cidade de Pirapora, completou a última série do ginásio no colégio católico Nossa Senhora do Santíssimo Sacramento. Entre 1963 e 1965, Walkíria fez o Curso Normal para professoras no Colégio São João Batista de Pirapora. Logo após , passou a exercer a profissão em alguns grupos escolares da cidade.
Um ano depois do término do curso, em 1966, prestou concurso público. Nomeada na primeira chamada, se mudou para Belo Horizonte, onde trabalhou como professora. Passou em segundo lugar no curso de Pedagogia da Universidade Federal de Minas Gerais (UFMG), contudo não concluiu pois cursou apenas os três primeiros anos. Em 1968, Walkíria ajudou a fundar o Centro Acadêmico de Pedagogia, que lutava por causas como o corte de verbas e o fechamento de restaurantes destinados aos universitários, além de ir em defesa de demais interesses dos alunos.
Casou-se com Idalísio Soares Aranha FIlho em 1970, também guerrilheiro e militante.
Militante, era filiada ao Partido Comunista do Brasil (PCdoB) e em 1971 se mudou com seu marido para Araguaia, na região de Gameleira no sul do estado do Pará. Fazia parte do destacamento B comandado por Osvaldo Orlando da Costa, conhecido como Osvaldão. Foi deslocada para este após as baixas do destacamento A.  A partir deste ano até 1973, a família não obteve notícias de Walkíria. Não se sabe ao certo a data de desaparecimento, de acordo com a Comissão da Verdade, ela teria desaparecido entre os dias 30 de setembro e 25 de outubro de 1974, ano no qual o Presidente do Brasil, o general Ernesto Geisel autorizou a execução de opositores ao regime ditatorial, de acordo com um documento publicado pela CIA.
O Departamento (Estadual) de Ordem Política e Social de Minas Gerais (DOPS/MG) esteve envolvido no caso.
Walkíria foi torturada e assassinada, morreu aos 28 anos, sendo a última guerrilheira capturada pelos militares.

## Prisão e desaparecimento
No Natal de 1973, após o último ataque das Forças Armadas na operação Marajoara, Walkíria se perdeu na região da guerrilha e refugiou-se na mata por cerca de 10 meses, já sendo dada como indigente. Foi presa por um camponês ao encontrar a casa e ir pedir comida. Ela sobreviveu portando apenas uma pequena bolsa com um revólver velho, um pouco de sal com farinha e cera para poder fazer fogo. Foi então denunciada: eram oferecido valores de recompensa por prisão ou morte dos guerrilheiros que ainda não haviam sido capturados após meses de caça. Antes disso, Walkíria nunca tinha sido presa.
Foi enviada à base militar de Xambioá, no Tocantins, onde permaneceu como prisioneira. Ficara amarrada a uma cama de campanha através de uma corda de pára-quedas. Segundo relatos, Walkíria vestia uma bermuda jeans e uma camisa velha. Além disso, ela estava doente, magra, tinha marcas de picada pelo corpo e estava manca. Também cheirava muito mal. Josean Soares, ex-soldado, disse em entrevista à revista Época (edição n° 302) que Walkíria "era bonita, tinha um cabelo castanho lisinho. Quase não falava: só pedia água." Ele já havia vigiado a militante em outras duas ocasiões.

## Morte
Josean também contou à Época e à Nilmário Miranda, Secretário Nacional dos Direitos Humanos durante o governo do Ex-presidente Luiz Inácio Lula da Silva, que alguns dias depois que Walkíria foi capturada, o capitão ordenou que ele e mais um soldado cavassem uma cova com pouco mais de um metro de profundidade, na parte de trás do refeitório da base. A guerrilheira foi executada próxima ao buraco e enterrada durante a noite pelo sargento pára-quedista conhecido como Tadeu. Ao todo tomou três tiros de espingarda de cano longo. O primeiro deles foi no pescoço. Depois, Walkiria ameaçou se levantar e então recebeu o segundo tiro. Quando viu que ela continuava se mexendo, o sargento disparou o terceiro. Também fora torturada antes de morrer.
O episódio aconteceu enquanto a base militar estava vazia. De acordo com o ex-soldado Josean, naquele dia todos foram dispensados às seis horas da tarde, logo após a cerimônia da bandeira. Iriam "farrear" em Xambioá e foram ordenados a só retornar de madrugada. De volta à base, ele foi até o cativeiro de Walkíria e viu que ela havia sumido. Então, foi até a cova que havia cavado e viu que ela estava morta e já coberta de terra. Ao lado, havia uma poça de sangue ainda fresco.
Segundo o Relatório do Ministério da Marinha, Walkíria foi morta no dia 25 de outubro de 1974. Contudo, no Relatório do Exército, está registrado que a militante teria morrido no ano de 1972, durante um confronto com as forças de segurança.

## Restos mortais
Um crânio já foi divulgado como supostos restos mortais de Walkíria Afonso Costa, mas depois de exames a possibilidade foi descartada.

## Julgamento
Walkíria chegou a ser julgada, sem estar presente, pela Auditoria da 4° Região Militar de Juiz de Fora, Minas Gerais, em julho de 1973. Por falta de provas quanto sua atuação política, foi absolvida.

## Família
Em matéria publicada pelo portal do G1 no dia 11 de maio de 2018, a irmã de Walkíria, Valéria Costa Couto, disse que não acredita que os restos mortais da irmã serão encontrados e afirmou que "Não há mais onde procurar" Ela relembra o sofrimento da família durante o período em que a guerrilheira ficou desaparecida. Valéria disse durante a entrevista que a mãe, Odete Afonso Costa, acreditava que a cada pessoa que batia à campainha da porta, acreditava ser a filha desaparecida. Contou também que não se envolveu na militância contra a ditadura sob a justificativa de não fazer os pais, hoje já falecidos, sofrerem: "se fizesse isso meus pais morriam antes da hora".

## Homenagens
Algumas ruas receberam o nome de Walkíria. Uma delas fica na cidade de Campinas, no bairro da Vila Esperança; uma em Belo Horizonte, em Braúnas e outra também em Minas Gerais, na cidade de Pirapora. O centro acadêmico de Pedagogia do qual ela fora vice-presidente, hoje é nomeado "Diretório Acadêmico Walkíria Afonso Costa".
Antes de falecer, Edwin Costa escreveu uma mensagem para ser colocada no túmulo de Walkíria caso seus restos mortais fossem achados e sepultados: "Pensam que me mataram? Ressuscitaram um ideal. Pensam que me enterraram? Plantaram uma semente."